# Notoedres muris
Notoedres muris (veralteter Name Notoedres notoedres) ist ein Vertreter der Milben, der als permanent-stationärer Parasit vor allem bei Nagetieren vorkommt. Er kommt bei Ratten (→ Räude der Ratte) und Goldhamstern vor. Der Entwicklungszyklus dauert etwa drei Wochen.
N. muris ist schildkrötenähnlich geformt und hat kurze Beine, wobei das dritte und vierte Beinpaar nicht über den seitlichen Körperrand ragen. Die Milbe ist ca. 400 µm groß und damit wesentlich größer als Notoedres cati. Zudem weist N. muris rückenseitig Längsstreifen auf. Der rückenseitige Anus liegt weiter seitlich als bei N. cati.